# Liste des ministres flamands de l'Économie
Voici la liste des ministres de l'Économie de la Flandre depuis la création de la fonction en 1981.

## Liste
| Nom | Nom                | Nom                          | Parti     | Mandat                                                         | Gouvernement(s) | Portefeuille ministériel |
| --- | ------------------ | ---------------------------- | --------- | -------------------------------------------------------------- | --- | --- |
| 1   |                    | Gaston Geens (1931-2002)     | CVP       | 22 décembre 1981 - 24 octobre 1988 (6 ans, 10 mois et 2 jours) | Geens I | Président et Ministre des Affaires économiques et de l'Emploi                                                                                          |
| 1   | Geens II           | Gaston Geens (1931-2002)     | CVP       | 22 décembre 1981 - 24 octobre 1988 (6 ans, 10 mois et 2 jours) | | Président et Ministre des Affaires économiques et de l'Emploi                                                                                          |
| 1   | Geens III          | Gaston Geens (1931-2002)     | CVP       | 22 décembre 1981 - 24 octobre 1988 (6 ans, 10 mois et 2 jours) | Président et Ministre de l'Économie                                                                                           | |
| 2   |                    | Norbert De Batselier (1947-) | SP        | 24 octobre 1988 - 21 janvier 1992 (3 ans, 2 mois et 28 jours)  | Geens IV | Vice-président et Ministre de l'Économie, des Classes moyennes et de l'Énergie                                                                         |
| 3   |                    | Luc Van den Brande (1945-)   | CVP       | 21 janvier 1992 - 20 juin 1995 (3 ans, 4 mois et 30 jours)     | Van den Brande I | Président et Ministre de l'Économie, des PME, de l'Énergie et des Relations extérieures                                                                |
| 3   | Van den Brande II  | Luc Van den Brande (1945-)   | CVP       | 21 janvier 1992 - 20 juin 1995 (3 ans, 4 mois et 30 jours)     | Président et Ministre de l'Économie, des PME, de la Politique scientifique de l'Énergie et des Relations extérieures          | |
| 3   | Van den Brande III | Luc Van den Brande (1945-)   | CVP       | 21 janvier 1992 - 20 juin 1995 (3 ans, 4 mois et 30 jours)     | Ministre-Président et Ministre de l'Économie, des PME, de la Politique scientifique de l'Énergie et des Relations extérieures | |
| 4   |                    | Eric Van Rompuy (1949-)      | CVP       | 20 juin 1995 - 13 juillet 1999 (4 ans et 23 jours)             | Van den Brande IV | Ministre de l'Économie, des PME, de l'Agriculture et des Médias                                                                                        |
| 5   |                    | Dirk Van Mechelen (1957-)    | VLD       | 13 juillet 1999 - 3 juillet 2003 (3 ans, 11 mois et 20 jours)  | Dewael | Ministre de l'Aménagement du territoire, de l'Innovation, des Médias et de l'Economie                                                                  |
| 6   |                    | Jaak Gabriëls (1943-)        | VLD       | 3 juillet 2003 - 18 février 2004 (7 mois et 15 jours)          | Dewael | Ministre de l'Économie, du Commerce extérieure et du Logement                                                                                          |
| 7   |                    | Patricia Ceysens (1965-)     | VLD       | 18 février 2004 - 22 juillet 2004 (5 mois et 4 jours)          | Somers | Ministre de l'Économie, de la Politique extérieure et de l'E-gouvernement                                                                              |
| 8   |                    | Fientje Moerman (1958-)      | VLD       | 22 juillet 2004 - 10 octobre 2007 (3 ans, 2 mois et 18 jours)  | Leterme | Vice-Ministre-présidente et Ministre de l'Économie, de l'Entrepreneuriat, de la Science, de l'Innovation et du Commerce extérieure                     |
| 8   | Open Vld           | Fientje Moerman (1958-)      | Peeters I | 22 juillet 2004 - 10 octobre 2007 (3 ans, 2 mois et 18 jours)  | Vice-̥Ministre-présidente et Ministre des Affaires économiques, de l'Innovation et du Commerce extérieur                       | |
| (7) |                    | Patricia Ceysens (1965-)     | Open Vld  | 10 octobre 2007 - 13 juillet 2009 (1 an, 9 mois et 3 jours)    | Peeters I | Ministre des Affaires économiques, de l'Innovation et du Commerce extérieur                                                                            |
| 9   |                    | Kris Peeters (1962-)         | CD&V      | 13 juillet 2009 - 25 juillet 2014 (5 ans et 12 jours)          | Peeters II | Ministre-président et Ministre de l'Économie, de la Politique étrangère, de l'Agriculture et de la Politique rurale                                    |
| 10  |                    | Philippe Muyters (1961-)     | N-VA      | 25 juillet 2014 - 2 octobre 2019 (5 ans, 2 mois et 7 jours)    | Bourgeois | Ministre du Travail, de l'Économie, de l'Innovation et des Sports                                                                                      |
| 10  | Homans             | Philippe Muyters (1961-)     | N-VA      | 25 juillet 2014 - 2 octobre 2019 (5 ans, 2 mois et 7 jours)    | | Ministre du Travail, de l'Économie, de l'Innovation et des Sports                                                                                      |
| 11  |                    | Hilde Crevits (1967-)        | CD&V      | 2 octobre 2019 - 18 mai 2022 (2 ans, 7 mois et 16 jours)       | Jambon | Vice-Ministre-présidente et Ministre de l'Économie, de l'Innovation, de la Science, du Travail, de l'Économie sociale, de l'Agriculture et de la Pêche |
| 12  |                    | Jo Brouns (1975-)            | CD&V      | 18 mai 2022 - (2 ans, 9 mois et 25 jours)                      | Jambon | Vice-Ministre-président et Ministre de l'Économie, de l'Innovation, de la Science, du Travail, de l'Économie sociale, de l'Agriculture et de la Pêche  |